# Nationalstraße 210 (China)
Die Nationalstraße 210 (chinesisch 210国道, Pinyin 210 Guódào, englisch China National Highway 210), chin. Abk. G210, ist eine 3.097 km lange, in Nord-Süd-Richtung verlaufende Fernstraße in der Mitte und im Süden Chinas auf dem Gebiet der Autonomen Gebiete Innere Mongolei und Guangxi, der Regierungsunmittelbaren Stadt Chongqing sowie in den Provinzen Shaanxi, Sichuan und Guizhou. Sie führt von Baotou über Dongsheng, Yulin, Suide, Qingjian, Yan’an, Luochuan und Yijun in die Metropole Xi’an. Von dort führt sie über Wanyuan und Yubei nach Chongqing. Der südliche Abschnitt führt von dort über Tongzi, Guiyang und Du’an nach Nanning.